# Made in Jersey
Made in Jersey to amerykański serial, wyprodukowany przez Sony Pictures Television oraz FanFare Productions i emitowany w stacji CBS od 28 września 2012 roku.

## Fabuła
Młoda kobieta z klasy robotniczej, urodzona i wychowana w New Jersey dołącza do ekipy ekskluzywnej, nowojorskiej firmy prawniczej, gdzie, korzystając ze swojego bogatego doświadczenia broni swoich klientów i jednocześnie konkuruje z lepiej wykształconymi kolegami.

## Obsada
- Janet Montgomery jako Martina Garretti
- Kyle MacLachlan jako Donovan Stark
- Felix Solis jako Riv Brody
- Stephanie March jako Natalie Minka
- Toni Trucks jako Cyndi Vega
- Donna Murphy jako Darlene Garretti
- Erin Cummings jako Bonnie Garretti
- Kristoffer Polaha jako Nolan

## Odcinki
| Sezon | Sezon | Odcinki | Oryginalna emisja | Oryginalna emisja |
| Sezon | Sezon | Odcinki | Premiera sezonu   | Finał sezonu      |
| ----- | ----- | ------- | ----------------- | ----------------- |
|       | 1     | 8       | 28 września 2012  | 29 grudnia 2012   |

### Sezon 1 (2012)
| # | Tytuł           | Reżyseria       | Scenariusz        | Premiera            |
| - | --------------- | --------------- | ----------------- | ------------------- |
| 1 | Pilot           | Mark Waters     | Dana Calvo        | 28 września 2012    |
| 2 | Cacti           | Adam Davidson   | Brett Conrad      | 5 października 2012 |
| 3 | Camelot         | Mark Waters     | Dana Calvo        | 24 listopada 2012   |
| 4 | Payday          | Victor Nelli    | Kevin Falls       | 1 grudnia 2012      |
| 5 | Wingman         | Jeff Bleckner   | Alicia Kirk       | 22 grudnia 2012     |
| 6 | Ancient History | Vincent Misiano | Alfonso H. Moreno | 22 grudnia 2012     |
| 7 | The Farm        | Adam Davidson   | Katie Wech        | 29 grudnia 2012     |
| 8 | Ridgewell       | Eric Stoltz     | Jan Nash          | 29 grudnia 2012     |